# Alexandru Vaida-Voevod
Felsőorbai Alexandru Vaida-Voevod (Alparét, Magyar Királyság, 1872. február 27. – Nagyszeben, Románia, 1950. március 19.; magyarosítva Vajda Sándor) erdélyi származású román politikus volt, aki pályafutása kezdetén a Magyar Királyság Országgyűlésének volt képviselője. Az első világháborús vereséget követően síkra szállt Erdély Romániához való csatolása érdekében. Tagja volt a párizsi békekonferencián részt vevő román delegációnak, fennmaradt titkos jelentéseiből és leveleiből egyedülálló információk tudhatók meg a tárgyalások menetéről és a diplomáciai játszmákról. Több alkalommal is Románia miniszterelnöke volt (1919-1920, 1932, 1933, összesen nagyjából 18 hónapig).
Fokozatosan kapcsolatba került a fasiszta és a náci eszmékkel, ennek nyomán 1935-ben megalapította a Frontul Românesc nevű fasiszta szervezetet.
1945. március 24-én letartóztatták. 1946-ban Nagyszebenben házi őrizetbe került, ahol élete hátralevő részét töltötte.

## Magyarul megjelent művei
- Alexandru Vaida Voevod: Levelek a Békekonferenciáról. Párizs – Versailles 1919–1920; tan., jegyz. Mircea Vaida-Voevod, ford. Eke Zsuzsa, Molnár Judit; Kriterion, Kolozsvár, 2018